# 아사쿠라 가게아키라
아사쿠라 가게아키라(朝倉 景鏡)는 센고쿠 시대부터 아즈치모모야마 시대에 걸쳐 활약했던 무장이다. 원래는 아사쿠라씨 문중에 속해 있었으며 나중에 오다씨의 가신이 된다. 후에 오다 노부나가로부터 이름자 한 자를 받아 쓰치바시 노부아키라(土橋信鏡)로 개명했다.

## 생애
아사쿠라 다카카게의 동생 아사쿠라 가게타카(朝倉景高)의 아들로 태어났다. 아사쿠라 요시카게의 사촌에 해당한다(이에 대해서는 여러 가지 설이 존재한다).
아사쿠라 집안에서 오노 군(大野郡)의 군지를 맡아 에치젠국 오노군의 이야마성)를 거점으로 하고 있었다. 또한 아사쿠라 집안 행사의 석차 등 아사쿠라 가문의 무사들 가운데에서도 필두 지위였다고 추정되며, 아사쿠라 군의 총대장(당주의 묘다이名代등)으로 출진하는 경우도 종종 있었고, 특히 에이로쿠 7년(1564년)의 가가 잇코잇키 정벌과 겐키 원년(1570년)의 가네가사키 전투 당시 오다 군을 추격하였으며, 오미 국 · 미노 국에 출진(시가의 진)했을 때에도 가게아키라가 총대장으로 지휘를 맡고 있었다.
그 후, 주로 기나이에서 오미의 오다 세력과의 사투와 아사쿠라 집안의 권력 다툼 등을 거쳐 가게아키라와 당주 요시카게 사이에 미묘한 거리감이 생긴 것을 확인할 수 있다. 겐키 3년(1572년) 오다 노부나가는 기타오미의 아자이 씨(아사쿠라 씨와 동맹)의 거성 · 오다니성(小谷城)의 눈앞에 요새를 구축하였다. 이때 가게아키라는 두 차례에 걸쳐 오다니 성에 원군으로 파견되었는데, 이 출진 중에 마에하타 요시쓰구(前波吉継, 훗날의 가쓰라다 나가토시桂田長俊) · 도미타 나가시게(富田長繁) · 게야 이노스케(毛屋猪介) 등이 오다군으로 돌아서버렸다.
덴쇼 원년(1573년) 8월, 오다니 성을 포위한 오다 군에 맞서 기타오미 지역으로 출병하던 무렵에는 군사 행동이 거듭되어 군사들도 지쳐있다는 이유로 출전을 거부했다. 요시카게는 스스로 아자이를 구원하러 출전하지만 거꾸로 패배하고, 오히려 오다 노부나가의 에치젠 침공을 초래했다(이치조타니 전투). 가게아키라는 요시카게에게 이치노타니를 버리고 퇴각해서 자신의 영지인 오노 군에서 재기하자고 진언했다. 그러나 가게아키라는 이치조타니를 버리고 도망쳐 온 요시카게 일행에게 숙소를 제공해놓고 군사를 일으켜 이를 포위, 아사쿠라 요시카게를 자결로 몰아갔으며 생포한 요시카게의 어머니 고토쿠인을 비롯한 요시카게의 처자 · 긴주(近習)를 요시카게의 수급과 함께 노부나가에게 바치며 항복을 빌었다. 노부나가는 이 항복을 받아들였고, 고토쿠인 등 요시카게의 가족들은 노부나가의 명으로 모조리 처형되었다.
그 후 상경하여 본령을 안도받고 노부나가에게 이름자 한 자를 받아 쓰치바시 노부아키라로 개명했다. 그러나 덴쇼 2년 (1574년), 가쓰라다 나가토시(桂田長俊)를 멸하고자 도미타 나가시게(富田長繁)가 일으킨 쓰치 잇키가 에치젠 잇코잇키로 번지고, 잇큐군 세력의 표적이 된 헤이센지(平泉寺)에서 농성하다 전사했다. 전사할 때 이미 열세라는 것과 자신의 운명을 깨달은 후, 불과 3기(騎)만을 거느리고 적중으로 돌진해 싸우다 죽음을 맞았다고 한다. 또한 남겨진 12세(10세?)와 6세의 아들도 잡혀 처형되었다(「아사쿠라 시말기」). 이때 노부나가는 노부아키라에게 지원군을 보내지 않았다고 한다.

## 인물 · 일화
- 주군이었던 아사쿠라 요시카게를 배신하고 실질적으로 아사쿠라 집안을 멸망으로 이끌었기 때문인지 가게아키라 아사쿠라 시말기(朝倉始末記) 등의 군기물에서 상당히 교활한 인물로 묘사되고 있다. 실제로 에이로쿠 7년(1564년) 9월 가가의 진중에서 동족인 가게미쓰(景垙)와 말다툼을 벌이게 되었는데 가게미쓰는 그 논쟁에 패해 결국은 자해해버렸고[4], 가네가사키 전투에서는 아사쿠라 가게쓰네(朝倉景恒)의 後詰로 출전하면서도 후츄보다 먼저 진군하지 않고 기회를 엿보았으며[5], 요시카게의 마지막 출진 때도 '피로'를 이유로 참진을 거절하기도 하는[6] 등 음습한 일화가 많이 전해진다.
- 주군을 배반하는 등의 변절에 대해 "日のもとに　かくれぬその名あらためて　果は大野の土橋となる"라고 읊었다고 한다.

## 참고 문헌
- 스이토 마코토(水藤真) 『아사쿠라 요시카게』 인물 총서 · 깃카와고분칸(吉川弘文館) 1981년
- 역사군상편집부 『【전국판】 전국시대 인물사전」(【全国版】戦国時代人物事典) 학연 퍼블리싱 ISBN 978-4-05-404290-2

## 관련 작품
- 아카가미 료(赤神諒) 『취한 코끼리의 격식 아사쿠라 성쇠기」(酔象の流儀　朝倉盛衰記, 고단샤, 2018년 12월 18일)ISBN 978-4-06-514035-2

## 같이 보기
- 이치조타니 아사쿠라 씨 유적
- 우사 산성 전투

## 등장 작품
- 노부나가 KING OF ZIPANGU (1992년, NHK, 출연 : 타지마 모토요시)
- 기린이 온다(2020년, NHK, 출연 : 테즈카 토오루)